# 桐人傳奇
《桐人傳奇》是由日本漫畫家手塚治虫於1970年到1971年在小學館漫畫雜誌《Big Comic》連載的醫療漫畫作品，1972年由蟲製作公司出版增刊版單行本兩冊。描述青年醫生小山內桐人因怪病而變成半人半狗，以及遭受恩師陷害的故事。

## 劇情
在M大醫院任職的青年醫生小山內桐人為了研究會使人變成半人半狗並衰竭而死的怪病-「蒙毛症」，因此告別未婚妻小泉前往該病的好發地區深山小村莊犬神澤去做田野調查。但他卻遭到當地人的監視以及限制行動，為了自保原有未婚妻的他只好和當地少女結婚已取得當地人認同。最後他發現自己也得到蒙毛症，但在妻子的幫助下他終於找出病原為當地飲水中的特有礦物，因此他在警告當地人別喝這些飲水後，就和妻子打算前往山下去尋求醫療機構的協助。但下山途中妻子被外地的混混姦殺，追逐兇手的桐人卻在途中遭到黑道囚禁，並被賣給台灣的富商萬老闆當成觀賞物。
ˊ
另一方面，桐人的同窗占部被兩人的指導教授竜浦派往南非參與會議，從當地與M大有合作的醫生口中知道竜浦試圖做蒙毛症的人體實驗，以及當地也有其他的蒙毛症患者的消息，包括一位修女海倫。由於當地的白種人醫生試圖隱瞞白種人與黑種人一樣會獲得蒙毛症的事實，因而試圖槍殺占部與海倫，兩人在黑人醫生的幫助下得到治療，海倫則被占部帶到日本接受蒙毛症治療。然而卻發現桐人已失去下落，且竜浦教授卻對桐人漠不關心，只關注於利用蒙毛症研究以在醫生協會會長選戰中得利，並獨斷將蒙毛症朝向病毒感染的方向研究。海倫因此被竜浦當作醫學報告的活例，為了不想成為道具海倫一度逃到了附近的天主教修會尋求庇護，但最後還是接受占部的苦勸而回到醫院。
被抓到台灣的桐人醫生被萬老闆當成展示品看待，且發現萬老闆也收羅了許多怪異人士以供嘲弄取樂；他與表演活人天婦羅的女子－麗花，稱萬老闆的住宅被台灣的左派人士攻擊時逃脫，卻在玉山被原住民部落當成惡靈囚禁，得到前往部落治療的醫生幫助而離開台灣，卻又被和敘利亞民軍有來往的日本商人當成商業間諜而與麗花一起被劫機到敘利亞，途中載送他們的民兵車遭受政府軍攻擊，只有桐人麗花以及商人活下來。麗花為了籌錢表演活人天婦羅時意外死亡。桐人最後依靠當密醫維生。
萬老闆慣喝來自日本的補藥－「智惠水」，然而該藥水卻是用犬神澤的泉水製造，萬老闆就因此而蒙毛症發作最後被送到日本的M大醫院。從萬老闆這裡提供的資訊，占部與竜浦得知桐人在台灣以及染病的事實，但是竜浦卻只想把桐人與萬老闆的接觸當成病毒論的證據，加上竜浦試圖做人體實驗的風聲引發占部的懷疑。占部在調查途中發現萬老闆有飲用來自犬神澤泉水製造的補藥的習慣，因此開始朝向風土病說做研究，萬老闆則是因病死亡。由於他曾經單戀並強吻桐人的未婚妻，加上發現教授可能利用桐人進行蒙毛症的人體實驗，在對桐人抱著愧疚下他因壓力而有精神耗弱，並在瘋狂下強暴了海倫修女，並在之後發現自己愛上了海倫。
小泉的父親吉永是竜浦的競選後援會會長，並屬意由占部取代失蹤的桐人成為女婿。因此占部打算利用小泉作為幌子前往台灣尋找桐人；但因為壓力使得他的精神狀態嚴重到被竜浦當成競選的絆腳石因此開除他，害怕未能繼續照料海倫的他，偷偷帶著海倫前往竜浦競選時的敵對派系所屬的醫院請求他們的幫助。並狗急跳牆的把小泉帶到家中要求她盡快與他一起前往台灣去尋訪桐人，但卻發現他已經被竜浦以及吉永給斷絕了所有後路，在極度失意他在家中強暴了小泉。並跑到路上撞車自殺。由於占部自殺了，導致敵對勢力的醫生失去了籌碼，因此放棄對海倫的醫療讓M大的醫生帶走她。路上海倫發現了一個因公害而重病的村落，因此強硬的離開醫院的控制留下照料病人，由於她的努力終於突破犬人的外表帶來的敵視而被當地接受。
孤單待在敘利亞的桐人成為當地難民窟的醫生。並獲得當地人的愛戴。一日他看到竜浦教授針對蒙毛症發表的學術報告。由於其中提到萬老闆的案例，因此桐人發現教授其實早就知道他的經歷，因此產生懷疑。在被他幫助過的難民們的通力合作下，桐人湊齊了旅費並和他們約定完成復仇後就回到當地繼續擔任他們的醫生。到達日本的桐人找到了當初姦殺他妻子的犯人並拖他到妻子墓前道歉，並為了不成為真正的野獸而不殺害對方；之後他前往了犬神澤逼問村長，才知道他從一開始就被教授當成人體實驗的棋子，從限制行動到與當地人結婚都是教授用補助為交換而下的命令。爾後桐人趁醫師協會的投票日，趕到會場將他所獲得的證據錄音以及占部的研究資料交給了投票者們。但最後教授還是以極少的票數得到會長寶座。然而惡有惡報，由於醫院護士使用放在占部辦公室內的智惠水給竜浦長期飲用，竜浦最後也發病了。因為竜浦染上蒙毛症，醫生協會緊急投票換下了竜浦。而當竜浦發現自己是因為喝下來自犬神澤的泉水後依然堅持是因為病菌導致染病。在他等待智惠水的分析報告的期間，桐人潛入隔離病房；兩人就各自的學說展開辯論，但在此同時傳來了一位也反對病毒說的醫界大老發表了風土病說的證據的消息，此外M大的智惠水分析報告也出來了，發現自己落敗的竜浦最後病逝。桐人則以電話向小泉告別後回到了敘利亞難民營，海倫修女生下了占部的遺腹子，小泉則開始尋找桐人的旅程。

## 人物介紹
小山內桐人（小山内桐人（おさない きりひと））
隸屬於M大醫院的醫生。在竜浦門下進行有關蒙毛症的研究，堅持蒙毛症是因為風土病導致的。受到竜浦的設計而染上蒙毛症。
占部（占部（うらべ））
桐人的同窗兼好友，因為竜浦的陰謀而受到大量的壓力，最後精神出問題；雖然曾經打算向桐人以及被他傷害的兩位女性贖罪，但最後選擇自殺。
竜浦（竜ヶ浦（たつがうら））
M大醫院的內科主任教授，擁有野心的他打算利用蒙毛症的研究當成成為醫生協會的會長的跳板。堅持自己所判斷的病毒說。
吉永（吉永（よしなが））
小泉的父親，竜浦的後援會會長。為了竜浦成為會長後能插手日本醫生協會的經費而對竜浦的競選盡心盡力。
小泉（いずみ）
桐人的未婚妻。
多津（たづ）
犬神澤的少女，父親是蒙毛症的患者；被村人逼迫和桐人發生性關係以將蒙毛症傳染給他。但是卻真心愛上桐人並嫁給他來保護他在村中的安全。她對桐人說過不論他的臉如何都不影響她對他的感情，這成了桐人的心靈支柱。
麗花（麗花（れいか））
萬老闆所囚禁的表演者。自小被迫接受活人天婦羅的表演訓練。
萬（万（まん））
姓萬的台灣富豪。利用金錢打造了一個巨大的豪宅並豢養了一堆怪人以供取樂。
海倫修女（ヘレン・フリーズ）
南非白人修女。因為喝到礦區的水而得了蒙毛症。

## 外部連結
- 手塚治虫官方網站上的專頁 （页面存档备份，存于）（日語）